# Keltische Britten

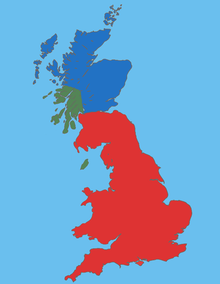
Groot-Brittannië en aangrenzende eilanden in de 5e eeuw na Christus, vóór de invasie en daaropvolgende oprichting van Angelsaksische koninkrijken.
Voornamelijk (niet-Pictische) Britse gebieden
Voornamelijk Pictische gebieden
Voornamelijk Gaelische gebieden

De Britten (Latijn: Pritani), ook bekend als Keltische Britten of Oude Britten, waren de Kelten die Groot-Brittannië bewoonden vanaf ten minste de Britse ijzertijd tot in de middeleeuwen, op welk punt ze uiteenliepen in (onder andere) de Welsh, Cornish en Bretons. Ze spraken de gemeenschappelijke Britse taal, de voorouder van de moderne Britse talen.
Het vroegste schriftelijke bewijs voor de Britten is van Grieks-Romeinse schrijvers en dateert uit de ijzertijd. Keltisch Brittannië bestond uit vele stammen en koninkrijken, geassocieerd met verschillende heuvelforten. De Britten volgden een oude Keltische religie onder toezicht van druïden. Sommige zuidelijke stammen hadden sterke banden met het vasteland van Europa, met name Gallië en Gallia Belgica, en sloegen hun eigen munten. Het Romeinse Keizerrijk veroverde het grootste deel van Groot-Brittannië in de 1e eeuw en creëerde de provincie Britannia. De Romeinen vielen Noord-Brittannië binnen, maar de Britten en Caledones in het noorden bleven onoverwonnen en de Muur van Hadrianus werd de rand van het rijk. Er ontstond een Romeins-Britse cultuur, voornamelijk in het zuidoosten, en Brits Latijn bestond naast Brittonic. Het is onduidelijk welke relatie de Britten hadden met de Picten, die buiten het rijk in het noorden van Groot-Brittannië woonden, hoewel de meeste geleerden nu accepteren dat het Pictisch nauw verwant was aan het Brits.
Na het einde van de Romeinse heerschappij in Groot-Brittannië in de 5e eeuw, begon de Angelsaksische vestiging van Oost- en Zuid-Brittannië. De cultuur en taal van de Britten versnipperden en een groot deel van hun grondgebied werd geleidelijk Angelsaksisch, terwijl kleine delen van het noordwesten Gaelic werden. Over de mate waarin deze culturele verandering gepaard ging met grootschalige veranderingen in de bevolking, wordt nog gedebatteerd. Gedurende deze tijd migreerden enkele Britten naar het vasteland van Europa en stichtten belangrijke kolonies in Bretagne (nu onderdeel van Frankrijk), de Kanaaleilanden en Britonië (nu onderdeel van Galicië, Spanje). Tegen de 11e eeuw waren Brittssprekende bevolkingsgroepen opgesplitst in verschillende groepen: de Welsh in Wales, de Cornish in Cornwall, de Bretons in Bretagne, de Cumbriërs van de Hen Ogledd ("Oude Noorden") in het zuiden van Schotland en Noord-Engeland, en de overblijfselen van Picten in het noorden van Schotland. De gemeenschappelijke Britse taal ontwikkelde zich tot de verschillende Britse talen: Welsh, Cumbrisch, Cornisch en Bretons.